# Cyprinus
Cyprinus és un gènere de peixos de la família dels ciprínids i de l'ordre dels cipriniformes.

## Taxonomia
- Cyprinus acutidorsalis  (Wang, 1979)
- Cyprinus barbatus  (Chen & Huang, 1977)
- Carpa (Cyprinus carpio)  (Linnaeus, 1758)[1]
- Cyprinus centralus  (Nguyen & Mai, 1994)
- Cyprinus chilia  (Wu, Yang & Huang, 1963)
- Cyprinus cocsa  (Hamilton, 1922)
- Cyprinus dai  (Nguyen & Doan, 1969)
- Cyprinus daliensis  (Chen & Huang, 1977)
- Cyprinus exophthalmus  (Mai, 1978)
- Cyprinus fuxianensis (Yang et al., 1977)
- Cyprinus hyperdorsalis (Nguyen, 1991)
- Cyprinus ilishaestomus (Chen & Huang, 1977)
- Cyprinus intha (Annandale, 1918)
- Cyprinus longipectoralis (Chen & Huang, 1977)
- Cyprinus longzhouensis (Yang & Hwang a Chen & Huang, 1977)
- Cyprinus mahuensis (Liu & Ding, 1982)
- Cyprinus megalophthalmus  (Wu et al., 1963)
- Cyprinus micristius (Regan, 1906)
- Cyprinus multitaeniata  (Pellegrin & Chevey, 1936)
- Cyprinus pellegrini (Tchang, 1933)
- Cyprinus qionghaiensis (Liu, 1981)
- Cyprinus rubrofuscus  (Lacepède, 1803)
- Cyprinus yilongensis (Yang et al., 1977)†
- Cyprinus yunnanensis (Tchang, 1933)[2][3][4][5][6][7][8][9]